# Picramniaceae
Picramniaceae is een botanische naam, voor een familie van tweezaadlobbige planten. Een familie onder deze naam wordt pas de laatste tijd erkend door systemen van plantentaxonomie. Het APG-systeem (1998) en het APG II-systeem (2003) erkennen deze familie wel, maar plaatsen haar niet in een orde. De APWebsite [24 juli 2009] en het APG III-systeem (2009) plaatsen haar in een orde Picramniales.
Het gaat om een kleine familie van enkele tientallen soorten bomen (en struiken), die voorkomen in de neotropen.